# Marcel Ulrich
Pour les articles homonymes, voir Ulrich.
Jacques Marie Marcel Ulrich, né le 2 juillet 1880 à Bar-le-Duc (Meuse) et mort le 1er août 1933 à Saint-Palais (Charente-Maritime), est un homme politique français.

## Biographie
Ancien élève de l'école polytechnique, ingénieur des mines, il est maire d'Albias, conseiller général du canton de Nègrepelisse puis maire de Montauban après 1919, et député de Tarn-et-Garonne de 1932 à 1933, inscrit au groupe de la Gauche radicale. En 1933, il devient président du conseil d'administration du métropolitain de Paris.
Dans un premier temps inhumé au cimetière du Père-Lachaise, sa dépouille est transférée au cimetière du Montparnasse en juillet 1934.

## Sources
- « Marcel Ulrich », dans le Dictionnaire des parlementaires français (1889-1940), sous la direction de Jean Jolly, PUF, 1960 [détail de l’édition]